# Wilczkowice (powiat oświęcimski)
Wilczkowice – wieś w Polsce położona w województwie małopolskim, w powiecie oświęcimskim, w gminie Brzeszcze.

## Części wsi
| SIMC    | Nazwa    | Rodzaj    |
| ------- | -------- | --------- |
| 0213300 | Korea    | część wsi |
| 0213316 | Podlesie | część wsi |

## Historia
W dokumencie sprzedaży księstwa oświęcimskiego Koronie Polskiej przez Jana IV oświęcimskiego wystawionym 21 lutego 1457 miejscowość wymieniona została jako Wylczkowicze. Była to wówczas wieś prywatna. Nazwę miejscowości w zlatynizowanej staropolskiej formie Wylczkowycze jako własność Michała Rajskiego wymienia w latach 1470–1480 Jan Długosz w księdze Liber beneficiorum dioecesis Cracoviensis. Ponadto podał on, że wieś należała do Michała Rajskiego, który osobiście parał się uprawą roli. Jako że wieś nie została wymieniona w spisie poborowych z 1581 wywnioskować można, że osada była zbyt mała na samodzielne funkcjonowanie i połączona została z pobliskim Rajskiem. W połowie XVIII wieku wieś została zakupiona przez Stanisława Mosznego Moszyńskiego, kasztelana radomskiego.
Według danych z 1857 miejscowość liczyła 147 mieszkańców, rolnicy dysponowali 88 ha ziemi, a właściciele ziemscy 117 ha. Pod koniec XIX wieku funkcjonowała tu cegielnia, w miejscu zwanym później „Piecowisko”. W latach 20. XX wieku w Wilczkowicach znajdowało się niespełna 30 budynków, a liczba ta zaczęła wzrastać w latach 30. XX wieku. Po wybuchu II wojny światowej miejscowość została zaanektowana do III Rzeszy. Mieszkańcy pomagali więźniom pobliskiego obozu zagłady Auschwitz-Birkenau, np. podkładając im żywność w miejscach pracy poza obozem. Długoletnim powojennym administratorem wsi został Władysław Jankowski. W 1948 wybudowano Dom Ludowy, używając materiałów z rozbiórki baraków obozu Auschwitz. Doszło wówczas do elektryfikacji wsi, a w latach 60. XX wieku wybudowano drogę z Rajska przez Wilczkowice do Skidzinia, z dużym wkładem pracy społecznej, podobnie jak wyasfaltowanie pozostałych dróg w latach 80. W 1993 ukończono gazyfikację miejscowości.
Po wojnie miejscowość podporządkowana została gminie Brzeszcze, następnie gromadom Rajsko, Brzezinka, później gminie Jawiszowice, a od 1977 ponownie gminie Brzeszcze. W latach 1975–1998 miejscowość należała administracyjnie do województwa katowickiego. W 1994 wprowadzono nazewnictwo ulic i nową numerację domów. Od 1 stycznia 1999 gmina Brzeszcze znajduje się w powiecie oświęcimskim w województwie małopolskim.

## Infrastruktura sportowa
W 2012 roku w Wilczkowicach zbudowano Ośrodek Sportowo-Rekreacyjny „Piecowisko” w którego skład wchodzą:
- Plac zabaw
- Boisko siatkarskie
- Boisko koszykarskie
- Boisko do siatkówki plażowej
- Boisko wielofunkcyjne.

W 2013 roku wykonano II część "Piecowiska" tzn. boisko ze sztuczną nawierzchnią (50m x 28 m).